# سفارة نيبال في واشنطن العاصمة
سفارة نيبال في واشنطن العاصمة هي البعثة الدبلوماسية لجمهورية نيبال الديمقراطية إلى الولايات المتحدة. يقع في 2730 المكان الرابع والثلاثون أن دبليو واشنطن العاصمة ، في حي غلوفر بارك . السفير هو الدكتور أرجون كومار كركي.

## روابط خارجية
- الموقع الرسمي نسخة محفوظة 8 يناير 2018 على موقع واي باك مشين.
- ويكيمابيا